# Boy in Luv
„Sangnamja (Boy in Luv)” (kor. 상남자 (Boy in Luv)) – koreański singel południowokoreańskiej grupy BTS, wydany 12 lutego 2014 roku. Utwór, wspólnie z „Haruman”, promował minialbum Skool Luv Affair. Sprzedał się w nakładzie 204 742 egzemplarzy w Korei Południowej.
Utwór „BOY IN LUV” został nagrany ponownie w języku japońskim i wydany jako drugi japoński singel zespołu 16 lipca 2014 roku. Singel został wydany w trzech wersjach: regularnej i dwóch limitowanych (CD+DVD). Osiągnął 4 pozycję w rankingu Oricon i pozostał na liście przez 5 tygodni, sprzedał się w nakładzie 44 302 egzemplarzy.
"JUST ONE DAY" jest japońską wersją utworu "Haruman" (kor. 하루만) z minialbumu Skool Luv Affair, a "N.O" jest japońską wersją utworu z minialbumu O!RUL8,2?.

## Lista utworów
| CD                      | |      |
| Nr                      | Tytuł | Czas |
| 1.                      | "BOY IN LUV" (Japanese Ver.) |      |
| 2.                      | "N.O" (Japanese Ver.) |      |
| 3.                      | "JUST ONE DAY" (Japanese Ver.) (tylko wer. CD) |      |
| DVD (wer. limitowana A) | |      |
| Nr                      | Tytuł | Czas |
| 1.                      | "Jacket Making Video" |      |
| 2.                      | "PV Making Video" |      |
| DVD (wer. limitowana B) | |      |
| Nr                      | Tytuł | Czas |
| 1.                      | „"BTS 1st JAPAN SHOWCASE -NEXT STAGE-" 2014.1.6 @ ZeppTokyo Live Video of 2 Songs” (jap. 「防弾少年団 1st JAPAN SHOWCASE-NEXT STAGE-」2014.1.6@ZeppTokyoからライブ映像2曲収録予定) |      |